# Anthony Heald
Anthony Heald, född 25 augusti 1944 i New Rochelle, New York, är en amerikansk skådespelare.

## Filmografi (urval)
- 2006 - Acepted
- 2002 - Röd drake
- 2000 - Proof of Life
- 2000 - Boston Public (TV-serie)
- 1996 - Juryn – A Time to Kill
- 1995 - Dödskyssen
- 1994 - Klienten
- 1993 – Balladen om Little Jo
- 1993 - Pelikanfallet
- 1991 - När lammen tystnar
- 1990 - Vykort från drömfabriken
- 1987 - Briljanta bedragare